# Тавадзе Мераб Шалвович
Тава́дзе Мера́б Ша́лвович, груз. მერაბ თავაძე (*9 липня 1942) — грузинський актор, режисер і сценарист.

## Біографія
Народився 9 липня 1942 року в Тбілісі.
У 1963 році закінчив акторський, а у 1979 році — режисерський факультети Тбіліського театрального інституту імені Шота Руставелі.
З 1963 по 1978 роки — актор Грузинського державного академічного театру імені Шота Руставелі.
З 1978 року — режисер кіностудії «Грузія-фільм».
З 1996 року — президент театру «Royal District Theatre GPI» (згодом об'єднався з кіностудією «Іберія»).

## Фільмографія

### Режисерські роботи
- 1979 — Прірва (короткометражний)
- 1982 — Молодими залишились назавжди
- 1987 — Браво, Альбер Лоліш!
- 1991 — Дорога (телесеріал)
- 2001 — Гвинтовими сходами | Khveuli kibit (Грузія)

### Акторські роботи
- 1962 — Ляльки сміються — Резико Белтадзе (головна роль)
- 1962 — Морська стежа — Дато
- 1965 — Термін збігає на світанку — Тоні
- 1965 — П'єр — співробітник міліції | Pieri — militsiis tanamshromeli — Анзор
- 1971 — Тиха обитель | Mkudro savane — Гиві
- 1982 — Повернення Баттерфляй — Пуччіні
- 1984 — Понеділок — день звичайний — Гелашвілі, директор заводу